# Carwitzer See
Carwitzer See er en sø i Mecklenburg-Vorpommern.
Søen ligger i det østlige Mecklenburg i Landkreis Mecklenburgische Seenplatte i Naturpark Feldberg sølandskab og i Feldberger Seenlandschaft, sydøst for dens hovedby Feldberg. I syd grænser Carwitzer See op til delstaten Brandenburg. Søen er en del af floden Havels afvandingsområde. Dens østbred er nogle steder kun 100 meter fra det naturlige vandskel mellem Nord- og Østersøen.

## Opståen
Carwitzer See er en glacial issø dannet under den pommerske fase af Weichsel-istiden.

## Inddeling
Carwitzer See har et areal på 3,95 km² den største sø i Feldberger Seenlandschaft. Dens omkring 2,6 x 2.3  kilometer-brede centrale del er forholdsvis flad og har ni øer (ønavnene fra vest til øst: Jägerwerder, Gänsewerder, Hügelwerder, Steinwerder, Bollenwerder, Kohlwerder, Elswerder og to øer ud for Conow). I nord støder de til den cirka 4,2 kilometer lang og over 40 meter dybe Zansen. Carwitzer See og Zansen betragtes i nogle kilder som en limnologisk enhed. I syd er der en bugt, der rager ud som en krog mod øst, den såkaldte Syddybde (30 meter dyb). Mod vest ligger de kortere Fallada- og Fiskeribugten. Carwitzer See får vand fra det smalle Luzin via "Bäk". Hovedudstrømningen af Carwitzer See foregår via de såkaldte "Hals" mod den sydvestlige, 2 kilometer lange Dreetzsee. Herfra strømmer vandet under jorden til Krüselinsee og derefter over Küstriner Bach i retning af Lychener Seen og videre til Havel.
Med Isernpurt har søen et kunstigt udløb til Mellensee og dermed til Østersøen. Dette blev bygget fra 1575 til 1578 for at kompensere for høje vandstande, som kan opstå under kraftig nedbør. Fra vandstande på omkring en meter under normalen falder Isernpurt tørt. Navnet Isernpurt for jernport går tilbage til et såkaldt overløb, der engang var udstyret med jernsikringer.
Kysten på den nordlige del består af enge og brakmark, der rejser sig til ca. 100 moh. Enderne af bugterne og de to halvøer i den sydlige del af søen er forholdsvis flade. På Conower Werder, den østlige halvø, ligger Conower Werder naturreservat.

## Brug
Søen bruges til rekreation og fiskeri. På den nordøstlige bred nær landsbyen Conow er der en campingplads med et lille badeområde. Der er også en campingplads med badeplads på vestbredden. Der er flere badesteder på Hügelwerder. Dykning er kun tilladt i udpegede områder, og motorbåde er ikke tilladt på søen.

## Fauna
Almindelige fiskearter omfatter knude, løje, karper, havkat, brasen, gedde, rudskalle, suder, ål, ruffe, karusse, aborre, skalle, trepigget hundestejle og flire. Sjældne er bæklampret, regnbueørred, dværgmalle, grundling, græskarpe, sølvkarperog sandart .
- Udsigt over den østlige del af Carwitzer Sees med øen Elswerder
- Bådhuse ved bredden ved Conower